# 라이징 손스

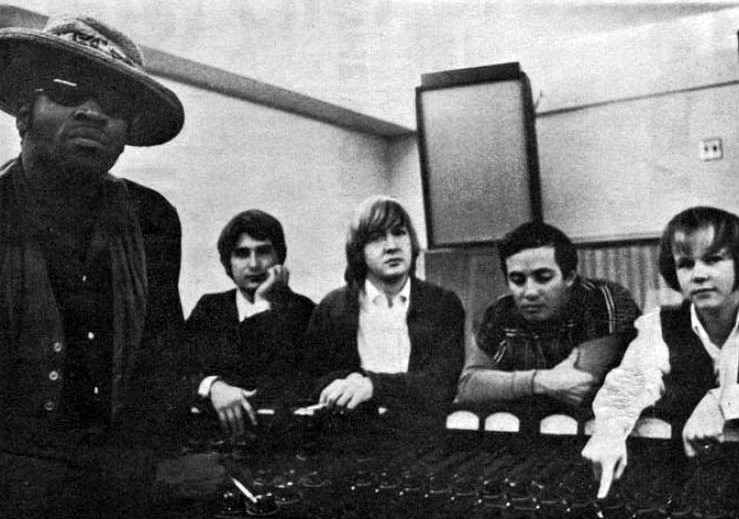
1966년의 밴드. 왼쪽부터 타지 마할, 제시 린 킨케이드, 게리 마커, 라이 쿠더, 케빈 켈리

라이징 손스(영어: Rising Sons)는 1965년 미국 로스앤젤레스에서 결성한 밴드로, 블루스 록과 민속 음악을 주로 다루었다. 밴드는 짧은 기간에 해체하였지만, 멤버 중 타지 마할과 라이 쿠더의 음악가로서의 경력을 시작하게 하였다.

## 역사
밴드의 첫 라인업은 17살의 라이 쿠더(보컬, 6현 및 12현 기타, 만돌린, 슬라이드 기타, 보틀넥 기타, 도브로), 타지 마할(보컬, 하모니카, 기타, 피아노), 게리 마커(베이스), 제시 리 킨케이드(보컬, 기타), 에드 캐시디(드럼)으로 구성되어 있었다. 1965년 캐시디가 〈Statesboro Blues〉를 연주하다가 손목 부상을 당해 나가게 되었으며, 케빈 켈리로 대체됐다.
밴드는 주로 로스앤젤레스의 클럽 트루바도르나 애시 그로브(1973년에 화재로 전소되었으며 재건축되지 않았다)에서 공연을 했다. 이후 컬럼비아 레코드와 계약을 맺었지만, 테리 멜처가 프로듀싱한 음반이자 유일하게 발매한 정규 음반은 밴드가 해체하기까지 발매되지 않았다. 오직 〈Candy Man〉과 〈The Devil's Got My Woman〉이 실린 싱글 하나만 발매되었다. 밴드는 1966년 해체하였다. 라이징 손스는 유명한 로스앤젤레스 밴드 버즈와 동시기에 활동하던 밴드였으며, 팬들은 버즈의 음반 《Mr. Tambourine Man》이 흥행하기 전까지 어떤 밴드가 더 큰 성공을 거둘지 궁금해 했다. 라이징 손스의 음반은 널리 팔렸고, 30년 후인 1992년 컬럼비아 레코드에서 《Rising Sons Featuring Taj Mahal and Ry Cooder》라는 제목으로 발매되었다. 게리 마커는 후에 "우리가 문제였다"고 언급하며 "여러 음악적 문제를 팔아야 할 음반에까지 끌어내는 데 어려움을 겪었다. 우리는 실질적 리더도 없었고, 뚜렷한 음악적 비전도 없었다... 내 생각에는 [멜처가] 자신이 아는 범위 내에서 우리를 행복하게 하기 위해 노력했다고 생각한다. 그는 〈2:10 Train〉 라이브 어쿠스틱 세션 제작을 포함해 그가 할 수 있는 모든 것을 시도했다"고 이어 말했다.

## 이후
마할은 유명한 블루스, 포크 음악가가 되었다. 쿠더와 마커는 캡틴 비프하트 앤드 히스 매직 밴드에서 연주를 했다. 쿠더는 또한 세션 음악가가 되어 자신의 이름 아래 여러 음반을 냈으며, 몇몇 사운드트랙을 맡기도 했다. 킨케이드는 캘리포니아 인스티튜트 오브 디 아츠에서 클래식 기타 학위를 수여하였으며 6년간 미국을 떠나 유럽에 있었다. 음반 《Brief Moments Full Measure》와 책 《Ibiza Chronicles》는 2014년에 출판됐다. 현재는 캘리포니아주 밀밸리에 거주한다. 캐시디는 밴드 스피릿에서 활동하였다. 켈리는 사촌 크리스 힐먼이 활동하던 버즈에 1968년 들어가 《Sweetheart of the Rodeo》에 참여했다.
마커는 음악 산업에서 떠났으나 관심을 기울이며 활동을 지속하였으며, 2015년 12월 8일 72세의 나이로 사망하였다.

## 영향
올뮤직은 라이징 손스의 "느릿느릿하고, 블루스 느낌과 포크 느낌의 사운드가 모비 그레이프, 버펄로 스프링필드, 그레이트풀 데드, 심지어는 서던 록 밴드 올맨 브라더스 밴드나 컨트리 록 밴드 버즈에까지 영향을 끼쳤다고 언급하였다.

## 디스코그래피

### 싱글
"Candy Man" b/w "The Devil's Got My Woman" (recorded 1965, 45RPM single released 1966, Columbia 4-43534)

### 음반
Rising Sons Featuring Taj Mahal and Ry Cooder (recorded 1965–1966, CD released 1992, Columbia/Legacy CK-52828)